# Siegfried Gottwald

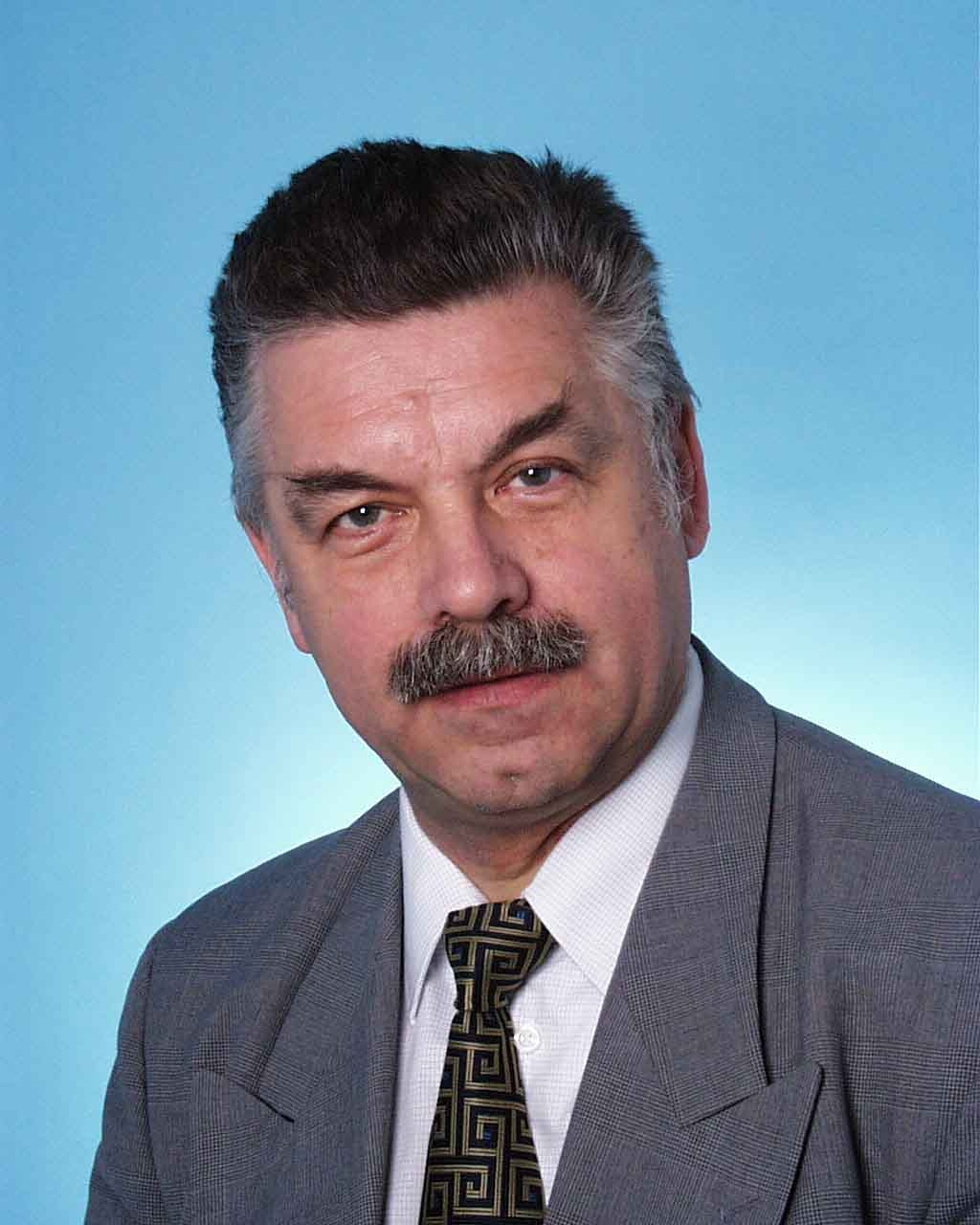
Siegfried Gottwald (2004)

Siegfried Johannes Gottwald (* 30. März 1943 in Limbach; † 20. September 2015) war ein deutscher Mathematiker, Logiker und Wissenschaftshistoriker, der vor allem durch seine Beiträge zur Mengenlehre und Logik bekannt wurde.

## Leben und Wirken
Gottwald studierte von 1961 bis 1966 Mathematik an der Universität Leipzig. Danach arbeitete er als Wissenschaftlicher Assistent und wurde 1969 bei Dieter Klaua mit der Arbeit Konstruktion von Zahlbereichen und die Grundlagen der Inhaltstheorie in einer mehrwertigen Mengenlehre zum Dr. rer. nat. promoviert. 1972 erlangte er die facultas docendi und 1977 die Habilitation. An der Sektion Philosophie der Universität Leipzig wurde er 1979 Dozent für Mathematische Logik, 1987 außerordentlicher Professor und 1992 ordentlicher Professor für Nichtklassische und Mathematische Logik.
Sein Hauptforschungsgebiet waren unscharfe Mengen und unscharfe Methoden, darüber hinaus mehrwertige Logik und Mathematik- sowie Logikgeschichte. Er war Mitherausgeber des Lexikons berühmter Mathematiker.
Gottwald war mehrere Jahre lang Prodekan der Fakultät Sozialwissenschaften und Philosophie an der Universität Leipzig. 2008 wurde er emeritiert.
Gottwald war verheiratet und wurde Vater dreier Kinder.

## Auszeichnungen und Ehrungen
- Forschungspreis Technische Kommunikation der Alcatel-SEL-Stiftung 1992
- Fellow der International Fuzzy Systems Association (IFSA) 2009

## Schriften
Gottwald veröffentlichte über 150 Artikel in wissenschaftlichen Zeitschriften, Sammelbänden und Lexika.

### Monografien
- Konstruktion von Zahlbereichen und die Grundlagen der Inhaltstheorie in einer mehrwertigen Mengenlehre. Dissertation an der Universität Leipzig 24. September 1969, DNB 482542853.
- mit Hans Bock und Rolf-Peter Mühlig: Zum Sprachgebrauch in der Mathematik. Geest & Portig, Leipzig 1972; Bagel / Vieweg, Düsseldorf / Braunschweig 1973, ISBN 3-513-00823-6 (Bagel) / ISBN 3-528-09823-7 (Vieweg).
- mit Paul Günther, Klaus Beyer, Volkmar Wünsch: Grundkurs Analysis. Teile 1 bis 4. BSB / Teubner, Leipzig 1972 bis 1974, DNB 540199818.
- Ein kumulatives System mehrwertiger Mengen, Dissertation B Universität Leipzig, Sektion Mathematik, 1977, DNB 790941422.
- mit Karel Berka, Lothar Kreiser, Werner Stelzner: Logik-Texte. Kommentierte Auswahl zur Geschichte der modernen Logik. 4. Auflage. Akademie-Verlag, Berlin 1986, DNB 850989647.
- Mehrwertige Logik. Eine Einführung in Theorie und Anwendungen. Akademie-Verlag, Berlin 1989, ISBN 3-05-000765-6.
- mit Hans Bandemer: Einführung in Fuzzy-Methoden. Theorie und Anwendungen unscharfer Mengen. 4. Auflage. Akademie-Verlag, Berlin 1993, ISBN 3-05-501601-7.
- Fuzzy Sets and Fuzzy Logic. Foundations of Application – from a Mathematical Point of View. Vieweg, Braunschweig, Wiesbaden 1993.
- mit Hans Bandemer: Fuzzy sets, fuzzy logic, fuzzy methods: With applications. Wiley, Chichester u. a. 1995, ISBN 0-471-95636-8.
- A Treatise on Many-Valued Logics. Studies in Logic and Computation, Band 9, Research Studies Press, Baldock, 2001.

### Herausgeberschaften
- mit Werner Stelzner; Lothar Kreiser (Hrsg.): Nichtklassische Logik. Eine Einführung. Akademie-Verlag, Berlin 1988, ISBN 3-05-000274-3; 2. Auflage 1990, ISBN 3-05-000274-3.
- mit Herbert Kästner, Manfred Hellwich, Herbert Küstner: Mathematik Ratgeber. Deutsch, Thun / Frankfurt am Main 1987, ISBN 3-8171-1004-9; als Handbuch der Mathematik erschienen bei Buch und Zeit, Köln 1986, ISBN 3-8166-0015-8 (gekürzte Version von Kleine Enzyklopädie Mathematik, 1972, ISBN 3-87144-104-X).
- mit Walter Gellert, Manfred Hellwich, Herbert Kästner, Herbert Küstner: The van Nostrand Concise Encyclopedia of Mathematics. 2. Auflage. Van Nostrand Reinhold, New York 1989.
- mit Hans-Joachim Ilgauds, Karl-Heinz Schlote: Lexikon bedeutender Mathematiker. Bibliographisches Institut, Leipzig 1990, ISBN 3-323-00319-5.
- mit Herbert Kästner, Helmut Rudolph: Meyers Kleine Enzyklopädie Mathematik. 14. Auflage, Meyers Lexikonverlag, Mannheim 1995, ISBN 3-411-07771-9 (Früher im Bibliographischen Institut, Leipzig, DNB 840247168).